# Muroto (Kōchi)
Muroto (室戸市 Muroto-shi?) es una ciudad localizada en la prefectura de Kōchi, Japón. En junio de 2019 tenía una población estimada de 12.104 habitantes y una densidad de población de 48,8 personas por km². Su área total es de 248,18 km².

## Geografía

### Localidades circundantes
- Prefectura de Kōchi
  - Kitagawa
  - Nahari
  - Tōyō

## Demografía
Según los datos del censo japonés, esta es la población de Muroto en los últimos años.
| 1995   | 2000   | 2005   | 2010   | 2015   |
| ------ | ------ | ------ | ------ | ------ |
| 21.430 | 19.472 | 17.490 | 15.210 | 13.524 |

## Relaciones internacionales

### Ciudades hermanadas
- Port Lincoln, Australia – desde el 27 de marzo de 1991